# Dansk Blindesamfund
Dansk Blindesamfund er en uafhængig privat forening, opbygget og ledet af mennesker, der er blinde eller stærkt svagsynede. Foreningens formål er at varetage blinde og stærkt svagsynedes interesser for herigennem at sikre ligestilling med andre borgere i samfundet samt mulighed for selvbestemmelse over eget liv og egen tilværelse.
Foreningen blev dannet i 1911 af en gruppe blinde borgere, der ville sikre blinde retten til at bestemme over eget liv. Foreningen har ca. 10.000 medlemmer fordelt på 20 lokale kredse.
Dansk Blindesamfunds arbejde består bl.a. af hjælp til selvhjælp, kursusvirksomhed for nyblinde, oplysningsarbejde og konsulenttjeneste. Desuden støtter foreningen via Øjenfonden forskning i bekæmpelse af øjensygdomme, og udviklingsarbejde for blinde og stærkt svagsynede i både Afrika og Asien.
Foreningens landsformand er Ask Løvbjerg Abildgaard.
Dansk Blindesamfund er medlem af paraplyorganisationen, Danske Handicaporganisationer, og har til huse i Handicaporganisationernes Hus i Høje Taastrup.

## Kursus- og konferencecenter
Dansk Blindesamfund er ejer af Fuglsangcentret i Fredericia.